# Lonnie Liston Smith
Lonnie Liston Smith (* 28. prosince 1940 Richmond, Virginie, USA) je americký jazzový klavírista. Přestože již na universitě působil v různých jazzových uskupeních, hudbě se začal věnovat na plno až po přestěhování do New Yorku v roce 1963. Nejprve jeden rok doprovázel zpěvačku Betty Carter a počátkem roku 1965 začal hrát s Rolandem Kirkem. Později v roce 1965 nastoupil do skupiny Jazz Messengers bubeníka Arta Blakeyho. V pozdějších letech vydal řadu vlastních alb a hrál na albech jiných hudebníků, jako byli například Red Holloway, Pharoah Sanders, Stanley Turrentine nebo Miles Davis.